# 拉刻西斯
拉刻西斯（希腊语：Λάχεσις，意为“命运分配者”）古希臘神話的命运三女神之一。

## 简介
与其他两位命运女神（阿特罗波斯和克洛托）一样，拉刻西斯的父亲是宙斯，母亲是忒弥斯（也有说法认为她们的母亲是倪克斯或阿南刻）。据说她在命运三女神中排行第二。
拉刻西斯是三姐妹中负责分配命运的人，她通过闭着眼睛抽签来决定某个人一生的盛衰，然后使此人的生命之线（由克洛托纺出）经过那些被分配到的波折。
拉刻西斯在罗马神话中的对应者是得客玛（意为“第十”）。小行星120号量神星的名字来自拉刻西斯。

## 资料来源
- 《世界神话辞典》，辽宁人民出版社，ISBN 7-205-00960-X
- 《神话辞典》，（苏联）M·H·鲍特文尼克等，统一书号：2017·304
- 《古希腊罗马神话鉴赏辞典》，吉林出版社，ISBN 7-206-04846-3